# Osman Arpacıoğlu
Osman Arpacıoğlu (né le 5 janvier 1947 à Ankara en Turquie) est un joueur international de football turc.

## Palmarès
- Championnat de Turquie (2): 1973-74, 1974–75
- Coupe de Turquie (1): 1974
- Supercoupe de Turquie (2): 1973, 1975
- Coupe du chancellier (1): 1973
- Coupe TSYD (3): 1974, 1976, 1977
- Meilleur buteur du championnat (1): 1972-73